# 里井圓治郎

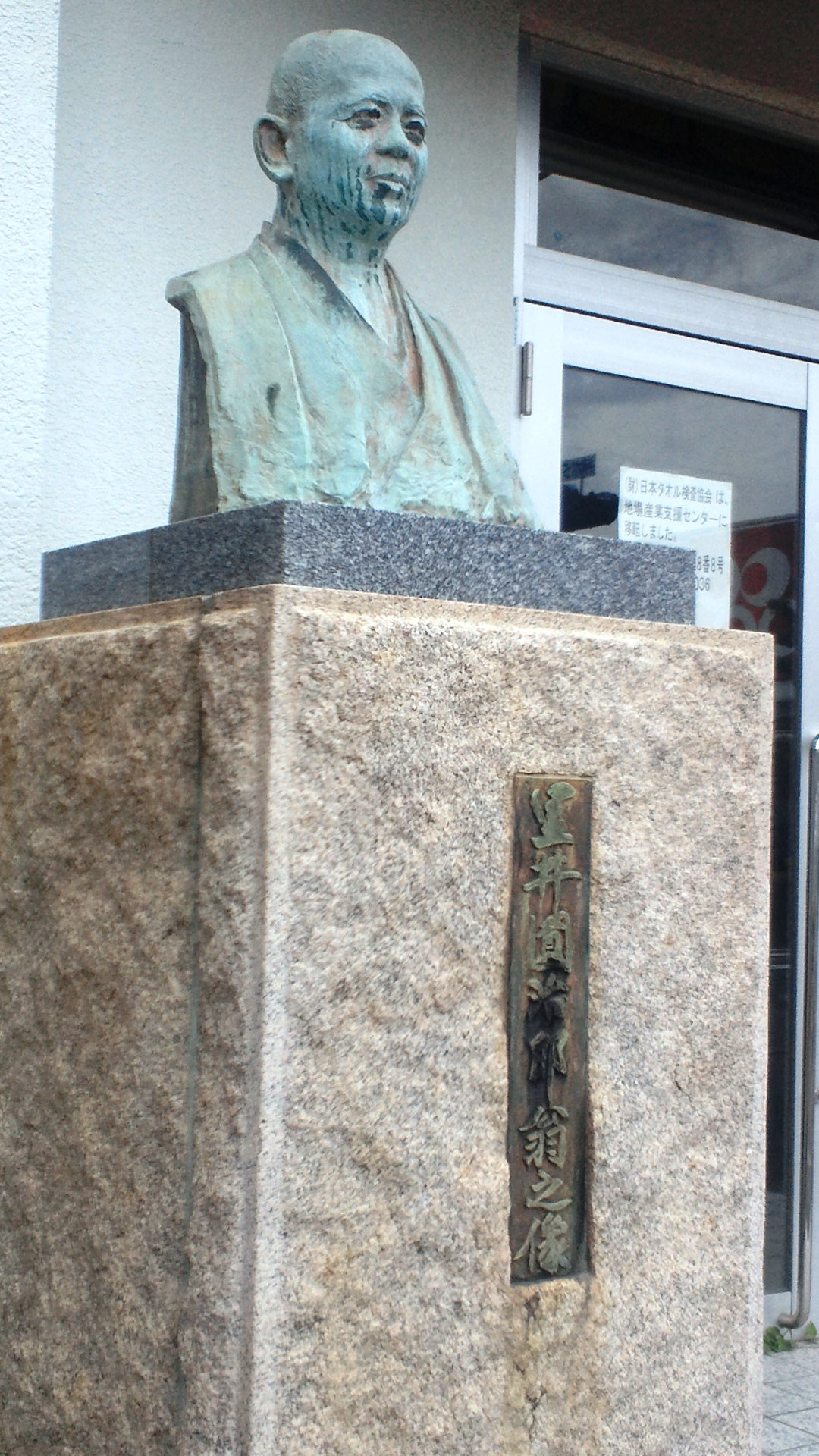
泉佐野駅近くにある里井圓治郎翁之像

里井 圓治郎（さとい えんじろう、1865年7月28日〈慶応元年6月6日〉 - 1937年〈昭和12年〉6月21日）は、明治-昭和期の日本の実業家。
国内ではじめて近代的なタオルの織機を開発し生産を始めた人物。

## 来歴
1865年（慶応元年）に和泉国日根郡佐野村（現大阪府泉佐野市）で生まれる。1885年〈明治18年〉、大阪で舶来雑貨商を営む新井末吉の奨めによりタオル製織の研究を始める。1887年（明治20年）、タオルの特徴である輪奈をつくる打出機を開発したことにより、国内で初めてのタオル製織に成功する。以後同地では日本のタオル産業発祥地として発展していき同地で生産されたタオルは「泉州タオル」と呼ばれている。南海本線泉佐野駅近くには「里井圓治郎翁之像」と題された銅像がある。

## 泉州タオル
後晒タオルの製法で吸水性が良く肌触りがソフトであるのが特徴。日東リビング株式会社より製造されている「圓治郎タオル」は国内タオル産業の創始者としてその名前から商品化したもの。